# Ficedula hypoleuca

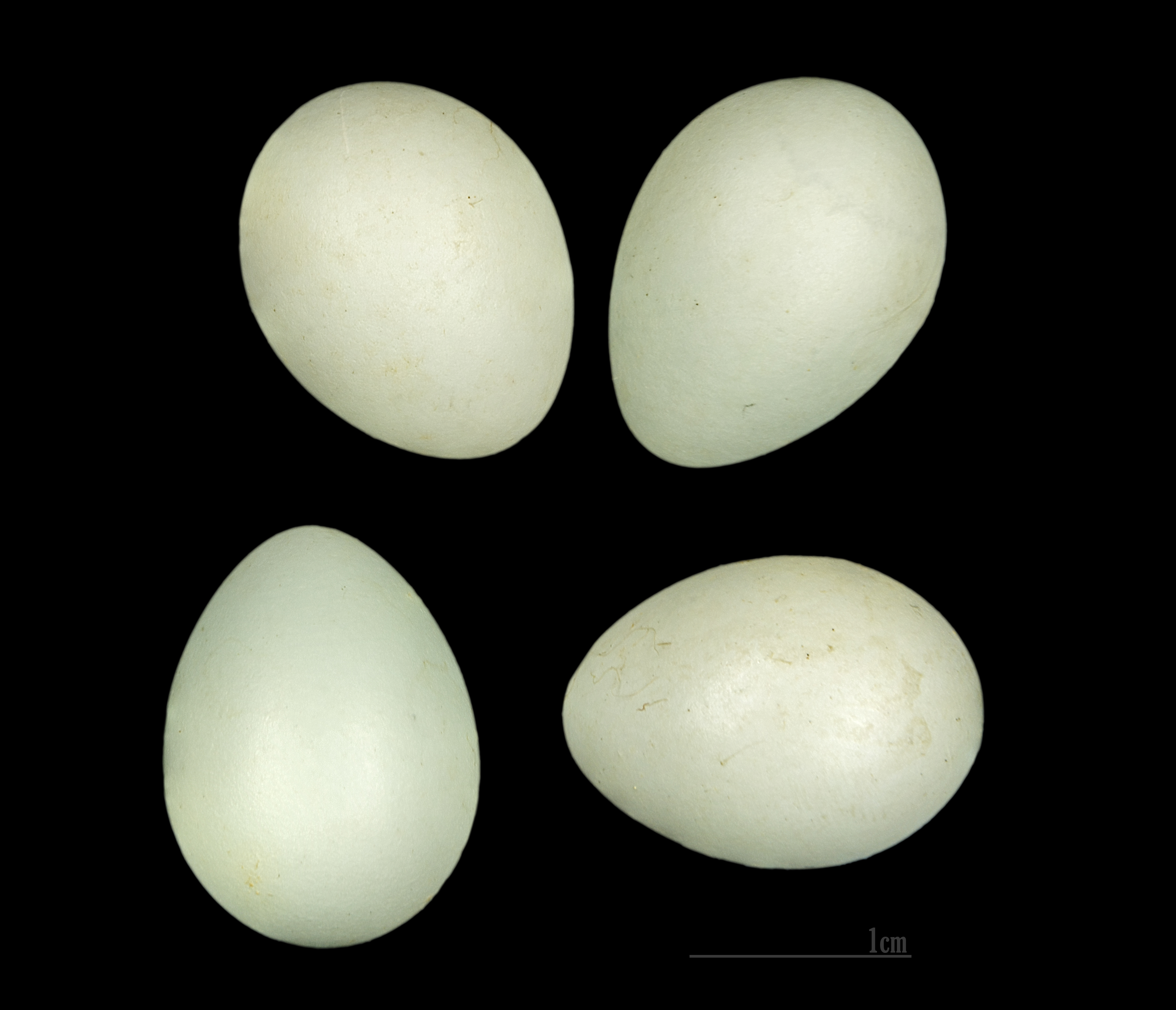
Ficedula hypoleuca

Ficedula hypoleuca là một loài chim trong họ Muscicapidae.

## Hình ảnh

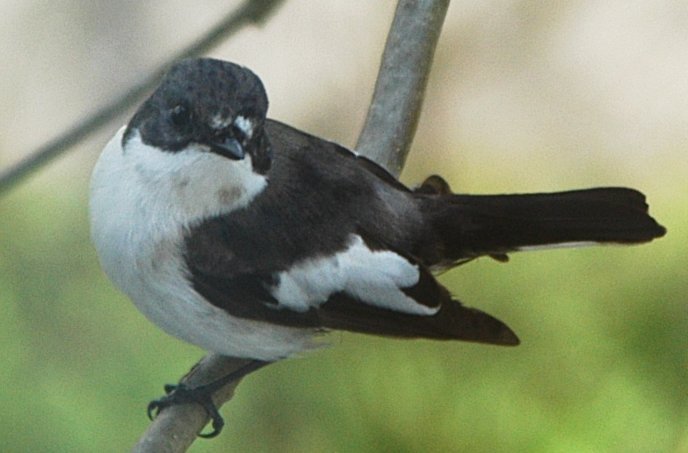
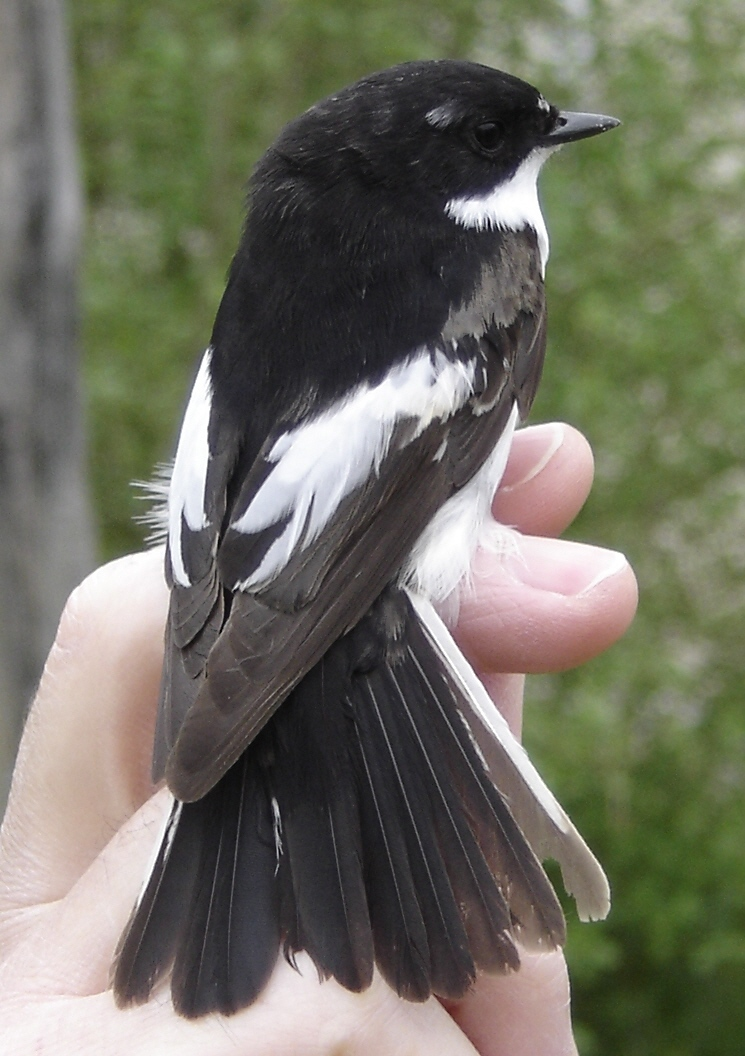
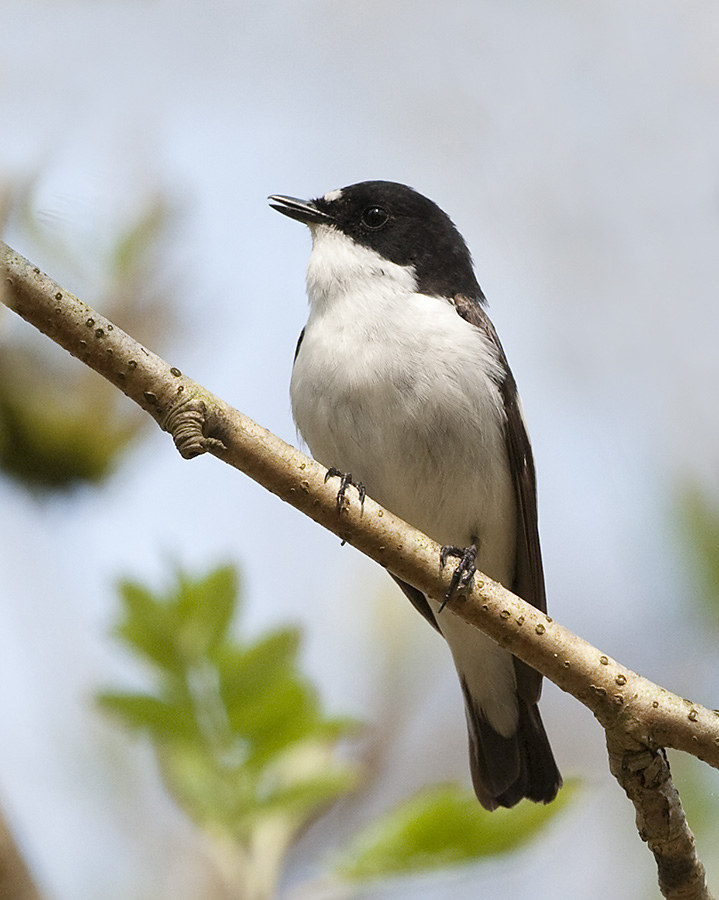